# Ceraceosorales
Ceraceosorales é uma ordem de fungos carvão da classe Exobasidiomycetes. É uma ordem monotípica, contendo uma única família, Ceraceosoraceae, que por sua vez contém um único género monotípico, Ceraceosorus. C. bombacis é um fungo que infecta a árvore Bombax ceiba na Índia. Trata-se de uma árvore economicamente importante usada na produção de madeira. Ceraceosorales foi circunscrita em 2006; a família Ceraceosoraceae foi validada em 2009. C. bombacis foi originalmente descrita como Dicellomyces bombacis em 1973, mas B.K. Bakshi transferiu-a para o recém-descrito Ceraceosorus três anos mais tarde.